# Rudolf Veiel
Rudolf Veiel (Stuttgart, 10 december 1883 - aldaar, 19 maart 1956) was een Duitse generaal van de Panzertruppe ("pantsertroepen") gedurende de Tweede Wereldoorlog.
Veiels eerste militaire vermelding werd genoteerd  als Fahnenjunker "kandidaat officier" in het Ulanen-Regiment op 19 april 1904. Op 18 augustus 1905 werd hij een luitenant.

## Eerste Wereldoorlog
In het begin van de Eerste Wereldoorlog was Veiel bevelhebber van een eskadron in het Württemberg Reserve-Dragoon-Regiment, waar hij diende tot aan het einde van de oorlog.

## Interbellum
Na de Eerste Wereldoorlog was hij lid van het Freikorps in Württemberg (1919). Op 1 oktober 1920 was hij lid van het 18de (Saksisch) Cavalerie Regiment van het Reichswehr. Op 1 juni 1923 nam hij het commando over van het 10de (Pruisische) Cavalerie Regiment waar hij bevorderd werd tot Major op 1 maart 1927. In datzelfde jaar werd Veiel een adjudant in het 3de Cavalerie Divisie. Hij bleef bij deze divisie als adjudant tot 1 april 1931 wanneer hij een Oberstleutnant werd.
Van 1 november 1932 tot 1 oktober 1935 had Veiel het bevel over de 18de cavalerie regiment. Hierna nam bij het bevel over het 2de Schützenbrigade tot 1 februari 138 waar hij het bevel kreeg over het 2de Panzer Division. Gedurende deze tijd kreeg hij tal van bevorderingen tot Oberst op 1 december 1933, Generalmajor op 1 januari 1937 en Generalleutnant op 10 oktober 1938.

## Tweede Wereldoorlog
In de beginperiode van de Tweede Wereldoorlog speelde Veiel een vooraanstaande rol als bevelhebber van de 2e Pantserdivisie tijdens de invallen in Polen in 1939, Frankrijk in 1940, Griekenland en Joegoslavië in 1941 en de Sovjet-Unie in 1941. Op 3 juni 1940 kreeg Veiel voor zijn prestaties als divisiebevelhebber het Ridderkruis van het IJzeren Kruis.
Na de Duitse nederlaag in Moskou werd Veiel van 1 april tot 28 september 1942 General der Panzertruppe. Later kreeg hij het commando over het 48e Gemotoriseerde Korps. Na 28 september werd Veiel chef van de Revitalisering in het hoofdkwartier van het Heeresgruppe Mitte en dit tot 6 juni 1943.
Van september 1943 tot 20 juli 1944 was Veiel Bevelhebbende Generaal van Wehrkreis V in Stuttgart. Hij werd verlost van zijn opdracht omdat hij verdacht werd betrokken te zijn bij het complot van 20 juli 1944 om Adolf Hitler te vermoorden. Op 16 april 1945 werd hij als Führerreserve (reserveofficier) van het Oberkommando des Heeres of OKH ingezet.

## Na de oorlog
Na de Tweede Wereldoorlog bracht Rudolf Veiel twee jaar in gevangenschap in Amerika door. Hij kwam vrij op 12 mei 1947 en stierf 9 jaar later in zijn geboortestad op de leeftijd van 72 jaar.

## Onderscheidingen
- Ridderkruis van het IJzeren Kruis op 3 juni 1940 als Generalleutnant  en bevelhebber van de 2de Panzer-Divsion[5][6][7][8][9]
- IJzeren Kruis 1914 2de en 1ste Klasse[5][10]
- Ridderkruis in de Militaire Orde van Verdienste (2 augustus 1917)[10]
- Herhalingsgesp bij IJzeren Kruis 1939 2de en 1ste Klasse[5][10]
- Panzerkampfabzeichen[10]
- Medaille Winterschlacht im Osten 1941/42 in 1942[10]
- Dienstonderscheiding van Leger en Marine (Duitsland), 1e klasse (25 dienstjaren) (2 oktober 1936)[10]
- Erekruis voor Frontstrijders in de Wereldoorlog in 1934[10]